# Новонадеждинська сільська рада (Башкортостан)
Новонаде́ждинська сільська рада (рос. Новонадеждинский сельский совет) — муніципальне утворення у складі Благовіщенського району Башкортостану, Росія. Адміністративний центр — село Новонадеждино.

## Населення
Населення — 1230 осіб (2019, 1306 в 2010, 1374 2002).

## Склад
До складу поселення входять такі населені пункти:
| Населений пункт            | Населення, осіб (2002) | Населення, осіб (2010) |
| -------------------------- | ---------------------- | ---------------------- |
| Каменна Поляна, присілок   | 37                     | 25                     |
| Михайловка, присілок       | 20                     | 10                     |
| Новоблаговіщенка, присілок | 9                      | 5                      |
| Новонадеждино, село        | 762                    | 770                    |
| Ольховка, присілок         | -                      | 2                      |
| Сідовка, присілок          | -                      | 2                      |
| Сергієвка, присілок        | 13                     | 12                     |
| Сергуяз, присілок          | -                      | 1                      |
| Трошкино, присілок         | 288                    | 284                    |
| Язиково, присілок          | 245                    | 195                    |